# Dragon Age: Redemption
Dragon Age: Redemption представляет собой веб-сериал по мотивам серии Dragon Age от BioWare. В главной роли — Фелиция Дэй, создательница и актриса веб-сериала The Guild Фелиция Дэй сыграла главную роль эльфийской наемницы Таллис, которая выслеживает сбежавшего мага. Съемки начались в начале января 2011 года. По другой информации известно, что Фелиция Дэй заручилась поддержкой своих знакомых из Голливуда и, что шесть эпизодов будет транслироваться в сроки, которые определятся позже.

## В ролях
- Фелиции Дэй - Таллис
- Адам Рейнер - Каирн
- Дюг Джонс - Сааребас
- Марсия Баттисе - Найри
- Масам Холден - Джосмаэль

## Сюжет

### Серия 1 «Таллис»
Зрителю представляют главную героиню, которую первоначально называли «Атлоком». Кунари поручили ей вернуть нечестивого мага-кунари Сааребаса, который первоначально был схвачен и заключен в тюрьму в Киркволле тамплиерами, но сумел вырваться из заточения. Ей обещают вернуть титул Таллис, если она справится с данной миссией. В своих поисках она встречает тамплиера по имени Каирн, который выслеживает того же мага.

### Серия 2 «Каирн»
Хоть религиозные убеждения у Таллис и Каирна различаются, все же она спасает его в Долийском лагере. В этом же лагере они подбирают еще одного попутчика - Джосмаэля, долийского вероотступника. Этот эпизод дает более глубокое представление о знаниях земли Тедаса.

### Серия 3 «Джосмаэль»
Таллис и ее спутники продолжают выслеживать Сааребаса. Джосмаэль показывает, что он талантливый целитель, и Таллис подвергает его навыки суровой проверке.

### Серия 4 «Найри»
Таллис нанимает для своей миссии разбойницу Найри. Эпизод раскрывает кое-что из преданий Кунари и рассказывает о предыстории Таллис и мотивах выслеживания Сааребаса.

### Серия 5 «Наемники»
Этот эпизод углубляется в предысторию и мотивы Каирна, в то время как у попутчиков происходит конфликт, когда Каирн пытается убить Джосмаэля, но Найри его останавливает.

### Серия 6 «Сааребас»
Героям наконец удается выследить Сааребаса, который готовит ритуал магии крови, чтобы открыть трещину в Завесе. Джосмаэль пытается спасти свою будущую невесту, но обнаруживает, что она помогает магу по своей воле. В результате он смертельно ранит ее. Таллис, Каирн и Найри вступают в бой. Таллис удается остановить ритуал, в результате чего разгневанный Сааребас выстрелил в нее молнией. Каирн принимает удар молнии на себя и погибает. Таллис удается усмирить Сааребаса, но она перерезает ему горло вопреки ее приказу. Похоронив тамплиера Найри уходит, чтобы сопровождать Джосмаэля до дома, прежде чем отправиться обратно в Неварру, а Таллис возвращается, чтобы доложить своему начальству.

## Критика
Джим Бровски с сайта обзора фильмов AintItCoolNews.com пишет: «Сериал является новаторским в том отношении, что он раздвигает границы медиа-опыта, имея персонажа, который присутствует не только в сериалах, но и в видеоиграх. Я ценю ее новаторство и надеюсь, что она продолжит преодолевать ограничения голливудской машины и средств массовой информации. Мне понравился сериал, и если вы поклонник жанра фэнтези, это еще одна хорошая картина, созданная Фелицией Дэй.».